# Extraversão e introversão

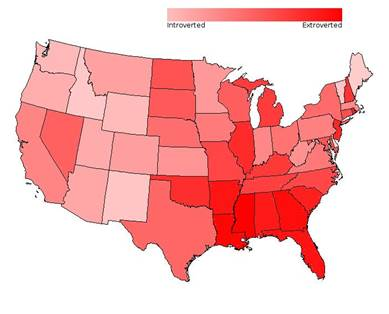
Mapa mostrando o grau de extroversão dos estados dos Estados Unidos.

A teoria do traço da extraversão (português europeu) ou extroversão (português brasileiro)-introversão é uma dimensão central das teorias humanas da personalidade. Os termos "introversão" e "extraversão" foram popularizados por Carl Jung, embora em ambos o entendimento popular e o uso psicológico difiram de sua intenção original. A extraversão tende a manifestar-se em comportamento extrovertido, falante e energético, enquanto que a introversão se manifesta em comportamentos mais reservados e solitários.
A extraversão e a introversão são tipicamente vistos como um único continuum. Assim, ser mais de um modo necessita ser menos no outro. Carl Jung e os desenvolvedores do Indicador do Tipo Myers-Briggs fornecem uma perspectiva diferente e sugerem que todos têm um lado extrovertido e um lado introvertido, sendo um mais dominante do que o outro. Em vez de se concentrar no comportamento interpessoal, Jung definiu a introversão como uma "atitude-tipo caracterizada pela orientação na vida através de conteúdos psíquicos subjetivos" (foco na atividade psíquica interna) e a extraversão como "um tipo de atitude caracterizada pela concentração de interesse no objeto externo "(o mundo exterior).

## Variedades

### Extraversão
A extraversão é o estado de primariamente se obter a gratificação fora de si mesmo. Extrovertidos tendem a apreciar as interações humanas e se sentir com entusiasmo, falantes, proativos, impulsivos, assertivos e sociáveis. Extravertidos são enérgicos, sentem-se bem em torno de outras pessoas e possuem bastantes amigos. Eles se divertem em atividades que envolvem grandes encontros sociais, como festas, atividades comunitárias, demonstrações públicas e grupos empresariais ou políticos. Eles também tendem a trabalhar bem em grupos 

### Introversão
A introversão é o estado de estar predominantemente interessado no próprio eu mental. Os introvertidos são tipicamente percebidos como mais calmos, comunicativos, pensativos, perfeccionistas e organizados. Alguns psicólogos populares caracterizam os introvertidos como pessoas cuja energia tende a se expandir através da reflexão e diminuir durante a interação. Eles são mais analíticos antes de falar. Os introvertidos são facilmente subjugados por excesso de estimulação de reuniões sociais e engajamento. A introversão tem até mesmo sido definida por alguns em termos de uma preferência por um ambiente externo quieto, minimamente estimulante. Os introvertidos não se relacionam com muitas pessoas, pois preferem um pequeno círculo social de amigos . Muita gente acha que timidez é sinônimo de introversão, afinal pessoas tímidas e introvertidas possuem comportamentos semelhantes. Mas, isso é um equívoco. Timidez é um sentimento de mal-estar e inadequação no contato com outras pessoas. Já a introversão é uma característica de personalidade relacionada com a forma da pessoa se relacionar com o meio a sua volta. Tanto os introvertidos quanto os extrovertidos podem sentir timidez.

### Ambiversão
Embora muitas pessoas considerem introvertidas ou extrovertidas como mutuamente exclusivas, as teorias de traços mais contemporâneas medem os níveis de extroversão e introversão como parte de uma única dimensão contínua da personalidade, com algumas pontuações perto de uma extremidade e outras próximas da metade do caminho. A ambiversão está mais ou menos diretamente no meio.

### Prevalência relativa
O livro de 2012 de Susan Cain: Quiet: The Power of Introverts in a World That Can't Stop Talking (O poder dos quietos) relata que os estudos indicam que 33-50% da população norte-americana são introvertidos.